# ناتالی فوکت
ناتالی فکوت (به انگلیسی: Nathalie Fauquette) ژیمناست زادهٔ ۲۳ مارس ۱۹۸۷ میلادی اهل کشور فرانسه است.